# Rasmus Fruergaard
Rasmus Fruergaard (født 4. februar 1978) er en dansk skuespiller.

## Teater
Han har medvirket i bl.a.
- Be bop a lula ´03 Aarhus Teater
- Grease 04, Vejle/ Aarhus Musikhus
- Rent ´05, Fredericia Teater
- West Side Story ´06, Fredericia Teater
- West Side Story ´06 Østre Gasværk
- Frode & alle de andre rødder ´06, Ølstykke Sommerteater
- The Producers ´06, Det Ny Teater
- Kærlighed i Skarnkassen ´06, Pantomime Teatret
- Be bop a Lula II ´07 Vejle Ny Musicalteater
- Jesus Christ Superstar ´07/08 Det Danske Teater/ Folketeatret.dk
- Steam ´08 Uterus
- High School Musical ´08 Fredericia Teater
- Mød min Hr. Mor ´08(fastansat ved Aalborg Teater)
- Cimbrertyrens Nosser ´09(fastansat ved Aalborg Teater)
- Spring Awakening ´09(fastansat ved Aalborg Teater)
- Fakiren fra Bilbao ´09 (fastansat ved Aalborg Teater)
- Woyzeck ´10(fastansat ved Aalborg Teater)
- Guys and Dolls ´10(fastansat ved Aalborg Teater)
- Hjem Til Jul ´10 (fastansat ved Aalborg Teater)
- Nordkraft ´11 (fastansat ved Aalborg Teater)
- Evig Ung ' 11 (fastansat ved Aalborg Teater)
- Min Familie ' 11 (fastansat ved Odense Teater)
- Tribunehelte ' 12 (fastansat ved Odense Teater)

## Hædersbevisninger
- Modtager af Reumert talentpris 2006.[1]
- Nomineret som Reumert - Årets Sanger 2017.